# Allotinus michaelis
Allotinus michaelis är en fjärilsart som beskrevs av John Nevill Eliot 1959. Allotinus michaelis ingår i släktet Allotinus och familjen juvelvingar. Inga underarter finns listade i Catalogue of Life.